# Підзахаричівська сільська рада
Підзаха́ричівська сільська́ ра́да — адміністративно-територіальна одиниця та орган місцевого самоврядування в Путильському районі Чернівецької області. Адміністративний центр — село Підзахаричі.

## Загальні відомості
- Населення ради: 1 051 особа (станом на 2001 рік)

## Населені пункти
Сільській раді підпорядковані населені пункти:
- с. Підзахаричі
- с. Міжброди
- с. Хорови

## Склад ради
Рада складається з 16 депутатів та голови.
- Голова ради: Андрюк Орися Федорівна
- Секретар ради: Луканюк Алла Андріївна

### Керівний склад попередніх скликань
| Прізвище, ім'я, по батькові  | Основні відомості                                                 | Дата обрання | Дата звільнення |
| ---------------------------- | ----------------------------------------------------------------- | ------------ | --------------- |
| Бойчук Володимир Миколайович | Сільський голова, 1951 року народження, безпартійний              | 26.03.2006   | 31.10.2010      |
| Андрюк Орися Федорівна       | Сільський голова, 1963 року народження, освіта вища, позапартійна | 31.10.2010   |                 |

Примітка: таблиця складена за даними сайту Верховної Ради України

### Депутати
За результатами місцевих виборів 2010 року депутатами ради стали:

#### За суб'єктами висування
| Суб'єкт висування           | Кількість обраних депутатів | %    |
| --------------------------- | --------------------------- | ---- |
| Самовисування               | 8                           | 50   |
| Народна партія              | 4                           | 25   |
| Партія регіонів             | 3                           | 18,8 |
| Комуністична партія України | 1                           | 6,3  |

#### За округами
| № округу                    | Прізвище, ім'я, по батькові    | Дата визнання обраним | Освіта             | Партійна приналежність                        | Відомості про обраного депутата                         |
| --------------------------- | ------------------------------ | --------------------- | ------------------ | --------------------------------------------- | ------------------------------------------------------- |
| Комуністична партія України |                                |                       |                    |                                               |                                                         |
| 8                           | Попюк Микола Юрійович          | 05.11.2010            | середня            | позапартійний                                 | пенсіонер                                               |
| Народна Партія              |                                |                       |                    |                                               |                                                         |
| 4                           | Холеван Калина Юріївна         | 05.11.2010            | середня            | позапартійна                                  | тимчасово не працює                                     |
| 5                           | Холеван Анатолій Миколайович   | 05.11.2010            | середня            | позапартійний                                 | фельдшерсько-акушерський пункт с. Підзахаричі, санітар  |
| 11                          | Слижук Ілля Васильович         | 05.11.2010            | середня            | позапартійний                                 | Карпатський ДСЛ АПК, лісник                             |
| 14                          | Оринчук Світлана Юріївна       | 05.11.2010            | середня            | позапартійна                                  | відділення зв'язку, листоноша                           |
| Партія регіонів             |                                |                       |                    |                                               |                                                         |
| 1                           | Труфин Ярослав Кузьмович       | 05.11.2010            | вища               | позапартійний                                 | тимчасово не працює                                     |
| 3                           | Яків'юк Ірина Іванівна         | 05.11.2010            | вища               | позапартійна                                  | Підзахаричівська сільська рада, бухгалтер               |
| 12                          | Холеван Любов Петрівна         | 05.11.2010            | середня            | член Партії регіонів                          | фельдшерсько-акушерський пункт с. Підзахаричі, фельдшер |
| Самовисування               |                                |                       |                    |                                               |                                                         |
| 2                           | Кушнір Світлана Миколаївна     | 05.11.2010            | середня спеціальна | член Всеукраїнського об'єднання «Батьківщина» | відділ культури, бібліотекар                            |
| 6                           | Луканюк Алла Андріївна         | 05.11.2010            | середня            | позапартійна                                  | Підзахаричівська сільська рада, спеціаліст              |
| 7                           | Степан Юлія Богданівна         | 05.11.2010            | середня            | позапартійна                                  | тимчасово не працює                                     |
| 9                           | Плиска Ганна Василівна         | 05.11.2010            | середня            | позапартійна                                  | Бар «Горяночка», продавець                              |
| 10                          | Томнюк Наталія Василівна       | 05.11.2010            | середня            | позапартійна                                  | тимчасово не працює                                     |
| 13                          | Чехановська Наталія Миколаївна | 03.01.2011            | вища               | член Партії регіонів                          | Підзахаричівська НВА «Перлина Гуцульщини», вчитель      |
| 15                          | Татарин Іван Васильович        | 05.11.2010            | середня            | позапартійний                                 | тимчасово не працює                                     |
| 16                          | Степан Юрій Савович            | 03.01.2011            | вища               | член Всеукраїнського об'єднання «Батьківщина» | пенсіонер                                               |